# IOC 선수 위원회
IOC 선수 위원회(IOC Athletes' Commission)는 올림픽에 출전하는 선수를 대표하기 위해 설립된 국제 올림픽 위원회(IOC) 산하 기구이다. 1981년 후안 안토니오 사마란치 IOC 위원장이 처음으로 설립하였으며, 올림픽 헌장 제21조로 명문화되었다. 지금처럼 올림픽 출전 선수가 직접 선수위원으로 뽑히는 관례가 자리잡은 것은 2000년 하계 올림픽부터이다.

## 기능
IOC 선수위원회는 일종의 자문 기구로써, "선수와 IOC 간의 연계"를 돕는 역할을 맡도록 되어 있다. 선수위원회는 IOC 집행위원회 측에 여러 가지 권고를 내리며, 선수위원회의 회장은 집행위원회의 구성원으로 참여할 수 있다.
선수위원회 총회는 1년에 한두번 정도 개최되며 선수 포럼을 2년에 한번씩 주최한다. 또 대륙별 올림픽 위원회, 국가 올림픽 위원회(NOC), 국제 스포츠 연맹 소속의 유사 선수위원회와 교류협력을 진행한다.

## 선수위원
IOC 선수위원회는 12명의 선수위원으로 구성되어 있다. 선수위원은 올림픽에 출전한 선수 출신으로서 선거로 선출되며, 임기는 8년이다. 기본적으로 선출되는 위원 12인 외에도 IOC 위원장의 판단에 따라 "지역간, 성별간, 종목간 균형을 맞추기 위하여" 위원 7인을 추가로 임명할 수 있다. 이밖에 또 직무상으로 임명되는 위원이 2명 더 있는데 한 명은 세계 올림피언 협회 출신, 다른 한 명은 국제 패럴림픽 위원회 출신이다.
선수위원으로 선출된 선수는 그 즉시 IOC 일반 위원으로도 임명되며, 선수위원 임기 동안에 IOC에서 동등한 자격을 행사하게 된다. 총회에서 결정되는 사안에 투표권을 행사하며, 올림픽 개최 선정과 종목 결정에도 참여할 수 있다. 다만 선출위원이 아닌 추가 임명위원 7인 중에서는 3인만 해당 권리를 부여받을 수 있다.

## 선출
선수위원은 매 올림픽 대회가 열리는 시기에 선출되며, 해당 대회에 출전하는 실제 선수들이 비밀투표에 참여하는 방식으로 진행된다. 선수위원 후보는 현재 대회에 출전하였거나 이전 대회에 출전한 경험이 있는 선수들로 한정된다.
하계 올림픽에서는 4명이, 동계 올림픽에서는 2명이 선출된다. 한 대회 당 한 그룹씩 선출되고 임기가 8년이므로, 8년마다 한 그룹씩 임기를 교대하는 셈이다. 첫 선수위원 선거는 2000년 하계 올림픽과 2002년 동계 올림픽에서 치러졌는데, 이때는 두 그룹을 동시에 선출하되 한 그룹의 임기는 4년으로 한했다. 이들 임기가 끝난 2004년 하계 올림픽과 2006년 동계 올림픽부터 다시 새 그룹이 선출됨으로써, 매 대회마다 8년 임기의 그룹이 선출되는 지금의 순환방식이 자리잡게 되었다.
다음은 역대 선수위원의 목록이다. 여기서 붙여둔 차수는 실제 IOC에서 구분한 것이 아니고, 각 그룹의 임기 순환을 명확히 하기 위하여 임의로 구분한 것이다.
| 대회 / 선출장소                                   | 위원 명단                                                   | 위원 명단                                  | 위원 명단                                                     | 위원 명단                        |
| 대회 / 선출장소                                   | 1차                                                         | 2차                                        | 3차                                                           | 4차                              |
| ------------------------------------------------- | ----------------------------------------------------------- | ------------------------------------------ | ------------------------------------------------------------- | -------------------------------- |
| 2000년 시드니 하계 올림픽 오스트레일리아          | 얀 젤레즈니 차메인 크룩스 롤란트 바어 마누엘 에스티아르테   |                                            | 세르히 부브카 알렉산드르 포포프 수지 오닐 로버트 스터버틀리크 |                                  |
| 2002년 솔트레이크 동계 올림픽 미국                | 얀 젤레즈니 차메인 크룩스 롤란트 바어 마누엘 에스티아르테   | 야리 쿠리 오드네 손드랄                    | 세르히 부브카 알렉산드르 포포프 수지 오닐 로버트 스터버틀리크 | 페르닐라 비베리 마누엘라 디 첸타 |
| 2004년 아테네 하계 올림픽 그리스                  | 프랭키 프레더릭스 얀 젤레즈니 히샴 엘 게루주 라니아 엘와니  | 야리 쿠리 오드네 손드랄                    | 세르히 부브카 알렉산드르 포포프 수지 오닐 로버트 스터버틀리크 | 페르닐라 비베리 마누엘라 디 첸타 |
| 2006년 토리노 동계 올림픽 이탈리아                | 프랭키 프레더릭스 얀 젤레즈니 히샴 엘 게루주 라니아 엘와니  | 베키 스콧 사쿠 코이부                      | 세르히 부브카 알렉산드르 포포프 수지 오닐 로버트 스터버틀리크 | 페르닐라 비베리 마누엘라 디 첸타 |
| 2008년 베이징 하계 올림픽 중국                    | 프랭키 프레더릭스 얀 젤레즈니 히샴 엘 게루주 라니아 엘와니  | 베키 스콧 사쿠 코이부                      | 문대성 알렉산드르 포포프 클라우디아 보켈 유밀카 루이스        | 페르닐라 비베리 마누엘라 디 첸타 |
| 2010년 밴쿠버 동계 올림픽 캐나다                  | 프랭키 프레더릭스 얀 젤레즈니 히샴 엘 게루주 라니아 엘와니  | 베키 스콧 사쿠 코이부                      | 문대성 알렉산드르 포포프 클라우디아 보켈 유밀카 루이스        | 애덤 펜질리 앤젤라 루이제로      |
| 2012년 런던 하계 올림픽 영국                      | 단카 바르테코바 제임스 톰킨스 커스티 코번트리 토니 에스탕게 | 베키 스콧 사쿠 코이부                      | 문대성 알렉산드르 포포프 클라우디아 보켈 유밀카 루이스        | 애덤 펜질리 앤젤라 루이제로      |
| 2014년 소치 동계 올림픽 러시아                    | 단카 바르테코바 제임스 톰킨스 커스티 코번트리 토니 에스탕게 | 올레 에이나르 비에른달렌 헤일리 위큰하이저 | 문대성 알렉산드르 포포프 클라우디아 보켈 유밀카 루이스        | 애덤 펜질리 앤젤라 루이제로      |
| 2016년 리우데자네이루 하계 올림픽 브라질          | 단카 바르테코바 제임스 톰킨스 커스티 코번트리 토니 에스탕게 | 올레 에이나르 비에른달렌 헤일리 위큰하이저 | 브리타 하이데만 유승민 주르터 다니엘 옐레나 이신바예바        | 애덤 펜질리 앤젤라 루이제로      |
| 2018년 평창 동계 올림픽 대한민국                  | 단카 바르테코바 제임스 톰킨스 커스티 코번트리 토니 에스탕게 | 올레 에이나르 비에른달렌 헤일리 위큰하이저 | 브리타 하이데만 유승민 주르터 다니엘 옐레나 이신바예바        | 엠마 테르호 키컨 랜들            |
| 2020년 도쿄 하계 올림픽 일본                      |                                                             | 올레 에이나르 비에른달렌 헤일리 위큰하이저 | 브리타 하이데만 유승민 주르터 다니엘 옐레나 이신바예바        | 엠마 테르호 키컨 랜들            |
| 2022년 베이징 동계 올림픽 중국                    |                                                             |                                            | 브리타 하이데만 유승민 주르터 다니엘 옐레나 이신바예바        | 엠마 테르호 키컨 랜들            |
| 2024년 파리 하계 올림픽 프랑스                    |                                                             |                                            |                                                               | 엠마 테르호 키컨 랜들            |
| 2026년 밀라노-코르티나담페초 동계 올림픽 이탈리아 |                                                             |                                            |                                                               |                                  |
| 2028년 로스앤젤레스 하계 올림픽 미국              |                                                             |                                            |                                                               |                                  |
| 출처:                                             |                                                             |                                            |                                                               |                                  |